# Kistovka
Kistovka (oroszul: Кыштовка) falu Oroszország ázsiai részén, a Novoszibirszki területen; a Kistovkai járás székhelye.
Népessége: 5282 fő (a 2010. évi népszámláláskor).

## Elhelyezkedése
A Novoszibirszki terület északnyugati részén, Novoszibirszktől 610 km-re, a Tara (az Irtis mellékfolyója) partján helyezkedik el. A legközelebbi vasútállomás a 168 km-re délre fekvő Csani. 
Régi szibériai falu, a 18. század közepén keletkezett. A Baraba-alföld északi részén elterülő járás mezőgazdasági termékeinek nagy részét Kistovka üzemeiben dolgozzák fel.